# Jostedalsbreen Nationalpark
Jostedalsbreen Nationalpark ligger i Balestrand, Luster, Sogndal, Førde, Jølster, Gloppen og Stryn kommuner i Vestland fylke i Norge. Parken er på 1310 km², hvoraf omkring halvdelen er dækket af isbræen. Nationalparken blev oprettet i 1991 og  omfatter selve Jostedalsbræen samt en del nabobræer.

## Ekstern henvisning
- Direktoratet for naturforvaltning, information om Jostedalsbreen. Arkiveret 10. marts 2007 hos  Wayback Machine

61°41′N 6°59′Ø / 61.68°N 6.98°Ø